# Bossiaea
Bossiaea je biljni rod iz porodice mahunarki smješten u tribus Bossiaeeae. Postoji 81 priznata vrsta, grmovi, svi su australski endemi.

## Vrste
1. Bossiaea alpina I.Thomps.
2. Bossiaea angustifolia (Meisn.) Keighery
3. Bossiaea aquifolium Benth.
4. Bossiaea arcuata J.H.Ross
5. Bossiaea arenicola J.H.Ross
6. Bossiaea arenitensis R.L.Barrett
7. Bossiaea armitii F.Muell.
8. Bossiaea atrata J.H.Ross
9. Bossiaea aurantiaca J.H.Ross
10. Bossiaea barbarae J.H.Ross
11. Bossiaea barrettiorum J.H.Ross
12. Bossiaea bombayensis K.L.McDougall
13. Bossiaea bossiaeoides (A.Cunn. ex Benth.) Court
14. Bossiaea bracteosa F.Muell. ex Benth.
15. Bossiaea brownii Benth.
16. Bossiaea buxifolia A.Cunn.
17. Bossiaea calcicola J.H.Ross
18. Bossiaea carinalis Benth.
19. Bossiaea celata J.H.Ross
20. Bossiaea cinerea R.Br.
21. Bossiaea concinna Benth.
22. Bossiaea concolor (Maiden & Betche) I.Thomps.
23. Bossiaea cucullata J.H.Ross
24. Bossiaea dasycarpa I.Thomps.
25. Bossiaea decumbens F.Muell.
26. Bossiaea dentata (R.Br.) Benth.
27. Bossiaea disticha Lindl.
28. Bossiaea distichoclada F.Muell.
29. Bossiaea divaricata Turcz.
30. Bossiaea ensata Sieber ex DC.
31. Bossiaea eremaea J.H.Ross
32. Bossiaea eriocarpa Benth.
33. Bossiaea flexuosa J.H.Ross
34. Bossiaea foliosa A.Cunn.
35. Bossiaea fragrans K.L.McDougall
36. Bossiaea grayi K.L.McDougall
37. Bossiaea halophila J.H.Ross
38. Bossiaea hendersonii Bosse
39. Bossiaea heterophylla Vent.
40. Bossiaea inundata J.H.Ross
41. Bossiaea kiamensis Benth.
42. Bossiaea laxa J.H.Ross
43. Bossiaea lenticularis Sieber ex DC.
44. Bossiaea leptacantha Pritz.
45. Bossiaea linophylla R.Br.
46. Bossiaea milesiae K.L.McDougall
47. Bossiaea modesta J.H.Ross
48. Bossiaea moylei Keighery
49. Bossiaea neoanglica F.Muell.
50. Bossiaea nummularia Endl.
51. Bossiaea obcordata (Vent.) Druce
52. Bossiaea obovata I.Thomps.
53. Bossiaea oligosperma A.T.Lee
54. Bossiaea ornata (Lindl.) Benth.
55. Bossiaea oxyclada Turcz.
56. Bossiaea peduncularis Turcz.
57. Bossiaea peninsularis I.Thomps.
58. Bossiaea phylloclada F.Muell.
59. Bossiaea praetermissa J.H.Ross
60. Bossiaea preissii Meisn.
61. Bossiaea prostrata R.Br.
62. Bossiaea pulchella Meisn.
63. Bossiaea rhombifolia Sieber ex DC.
64. Bossiaea riparia A.Cunn. ex Benth.
65. Bossiaea rosmarinifolia Lindl.
66. Bossiaea rufa R.Br.
67. Bossiaea rupicola A.Cunn. ex Benth.
68. Bossiaea saxosa J.H.Ross
69. Bossiaea scolopendria (Andrews) Sm.
70. Bossiaea scortechinii F.Muell.
71. Bossiaea sericea I.Thomps.
72. Bossiaea simulata J.H.Ross
73. Bossiaea smithiorum J.H.Ross
74. Bossiaea spinescens Meisn.
75. Bossiaea spinosa (Turcz.) Domin
76. Bossiaea stephensonii F.Muell.
77. Bossiaea tasmanica I.Thomps.
78. Bossiaea vombata J.H.Ross
79. Bossiaea walkeri F.Muell.
80. Bossiaea webbii F.Muell.
81. Bossiaea zarae R.L.Barrett